# Massacre de Avignonet
O massacre de Avignonet ocorreu na véspera de 28 de maio de 1242, quando uma pequena força, composta principalmente por cátaros, massacrou um grupo de inquisidores durante a Cruzada Albigense.
Guillaume Arnaud e Etienne de Saint-Thibery, os principais inquisidores do Condado de Toulouse, estavam visitando Avignonet. Arnaud e Saint-Thibery foram alojados no castelo de Raimundo VII, Conde de Toulouse. O sobrinho do conde, Raymond d'Alfaro enviou uma carta a Montsegur, onde havia vários cátaros proeminentes, incluindo Pierre Roger. A carta informava Pierre Roger que os inquisidores estavam em Avignonet.
Pierre Roger partiu para Avignonet com cerca de 15 cavaleiros e 40 sargentos de equitação, o que era cerca de metade de sua guarnição de Montsegur. Pierre Roger parou na cidade de Gaja-la-Selve, ocupando uma posição de reserva enquanto os outros continuavam.
Ao cair da noite, os invasores chegaram a Avignonet. Um mensageiro continuou a dar-lhes informações sobre as atividades dos inquisidores. Locais simpáticos abriram os portões para os invasores e doze cavaleiros e quinze moradores locais marcharam em direção ao castelo. Os invasores arrombaram a porta do castelo e hackearam os inquisidores até a morte. Onze homens morreram. O castelo foi então saqueado.
O massacre foi celebrado pelos cátaros em curtas canções vernáculas (coblas esparsas). Eventualmente, o governo francês decidiu reprimir os cátaros, resultando no Cerco de Montségur de 1243 a 1244.

## Vítimas
As doze vítimas em Avignonet foram:

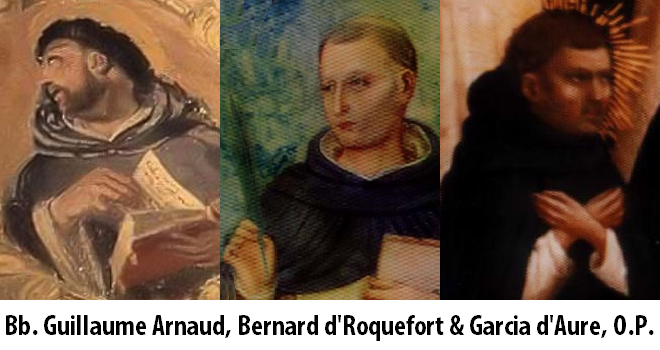
Três das imagens dos mártires: os dominicanos Guillaume Arnaud, Bernard d'Roquefort e Garcia d'Aure.

- William Arnaud, um dominicano, o inquisidor
- Estêvão de Saint-Thibéry, franciscano, assistente do inquisidor
- Garcia d'Aure, um irmão leigo dominicano
- Bernard de Roquefort, dominicano
- Raymond Carbonier, o representante do bispo
- Raymond Cortisan, um arquidiácono
- Pierre d'Arnaud, notário leigo
- Fortanerius, um franciscano
- Ademar, um monge de Chiusa
- dois monges beneditinos
- o prior de Avignonet

Eles são reconhecidos como mártires pela Igreja Católica e foram beatificados em 6 de setembro de 1866 pelo Papa Pio IX.